# Хмара ненависті
«Хмара ненависті» (англ. The Cloud of Hate) — оповідання Фріца Лайбера в жанрі меч і чари про Фафгрда та Сірого Мишолова опубліковане в травні 1963 журналом Fantastic Stories of Imagination.

## Сюжет
В місті Ланкмар Фафгрд та Сірий Мишолов випадково опинились на шляху хмари ненависті створеною зібранням магів.
Хмара підсилювала почуття ненависті та агресії, і зібрала по місту банду професійних убивць, з якою були вимушені зіткнутись друзі.